# GoTa
GoTa (ang. Global open Trunking architecture) – cyfrowy system trankingowy oparty na standardzie CDMA2000. System GoTa został opracowany przez firmę ZTE Corporation, jedną z największych (obok Huawei) chińskich firm telekomunikacyjnych będącą globalnym dostawcą sprzętu telekomunikacyjnego i rozwiązań sieciowych. W Polsce operatorem sieci GoTa CDMA2000 jest firma Nordisk Polska Sp. z o.o. oraz Polkomtel Sp z.o.o. (operator wirtualny na sieci Nordisk Polska).

## Zasada działania
GoTa wykorzystuje standard CDMA2000, który jest rozwiązaniem z rodziny systemów opartych na technologii rozpraszania widma CDMA (ang. Code Division Multiple Access). Standard CDMA2000 jest następcą standardu cyfrowej telefonii komórkowej 2. generacji CDMAOne (inaczej: IS-95).
Sieć oparta na standardzie CDMA2000 umożliwia świadczenie zarówno usług głosowych, jak i transmisji danych. GoTa jest nakładką technologiczną na platformę systemu CDMA2000 umożliwiającą świadczenie usług typu dyspozytorskiego. Obecnie jedynym dostawcą sieci i terminali pracujących w systemie GoTa jest firma ZTE.

## Charakterystyka systemu GoTa
GoTa jest platformą sprzętową, która obejmuje podsystem stacji bazowej, podsystem dyspozytorski, podsystem komutacyjny, podsystem komutacji pakietów, specjalne terminale i podsystem dla warstwy usługowej.
- Wielodostęp w technologii rozpraszania widma CDMA – szerokość kanału radiowego to 1,25 MHz
- GoTa korzysta z pasma radiowego o zakresie 450, 800 MHz,
- Jest rozwiązaniem substytucyjnym w stosunku do systemu standardu TETRA[2].

## Usługi systemu
- wiadomości tekstowe adresowane bezpośrednio i rozsiewczo,
- transmisja danych z przepływnością do 153 kbit/s w obu kierunkach (od użytkownika i do użytkownika) z wykorzystaniem kanału 1,25 MHz w technologii CDMA2000 1xData,
- połączenia głosowe (semi-dupleksowe w trankingu),
- szybkie zestawianie połączeń (poniżej 1 s),
- wywołania indywidualne,
- wywołania grupowe,
- wywołanie rozgłoszeniowe,
- tworzenie zamkniętych grup użytkowników,
- dynamiczne zarządzanie grupami użytkowników, w tym możliwość dołączenia się użytkownika do trwającego połączenia wielostronnego (ang. late entry),
- automatyczne kolejkowanie wywołań oraz priorytetowa rezerwacja zasobów (ang. pre-emption),
- dostęp do połączeń alarmowych i priorytetowych,
- stała weryfikacja statusu połączenia,
- bezpośrednie połączenie z innymi sieciami publicznym (pełny dupleks do wszystkich sieci PSTN),
- identyfikacja rozmówcy,
- usługi lokalizacyjne LBS (ang. Location Based Service),
- sieci wirtualne,
- współpraca z innymi sieciami,
- możliwość funkcjonowania wielu organizacji w ramach tej samej infrastruktury.

## Najważniejsze wdrożenia systemu GoTa
Firma ZTE posługuje się jako referencjami GoTa to kilkanaście wdrożeń, ale słabo opisana.
Prawie wszystkie, włącznie z Chinami, są to sieci dla rynku komercyjnego i jest to lista niezweryfikowana.
Przykładowe wdrożenia to:
- Chinach:
  - obsługa zawodów regatowych w Qingdao (od 2006 r.),
  - system zarządzania kryzysowego w Weifang (od 2006 r.),
- Malezji – krajowa sieć trankingowa operatora Electcoms (od 2005 r.),
- Ghanie – krajowa sieć bezpieczeństwa publicznego (od 2007 r.).
- Chile – Mobilink – operator świadczy usługi klasy dyspozytorskiej a sieć operatora pokrywa obszar stolicy Chile Santiago [Mobilink] i obsługuje służby komunalne oraz przynajmniej niektóre służby ratownicze.
- Polska – Nordisk, Polkomtel

Testy systemu GoTa realizowano także w wielu innych krajach (ponad 20). Pod koniec roku 2012 system trankingowy GoTa został zaakceptowany przez ITU (International Telecommunications Union) co stanowi ważny krok na drodze do rozwoju standardów telekomunikacyjnych przez chińskie firmy.

## Historia GoTa w Polsce
10 maja 2006 r. Polskie Sieci Dyspozytorskie Sp. z o.o. (obecnie Nordisk Polska Sp. z o.o.) zostają zwycięzcą przetargu na rezerwację częstotliwości dla cyfrowej sieci ruchomej typu dyspozytorskiego na obszarze całego kraju w zakresie częstotliwości 410–430 MHz.
Kolejnym etapem było rozpoczęcie budowy sieci typu dyspozytorskiego GoTa w technologii CDMA2000. Kolejnym etapem w działalności spółki było uroczyste otwarcie i uruchomienie usług sieci, które odbyło się 30 stycznia 2008 r.
Przez cały 2008 rok przychody firmy sięgnęły kwoty 0,5 mln zł a liczba klientów była niewielka. Wszystko to spowodowane było kłopotami finansowymi holdingu Nordisk do którego należał Nordisk Polska.
Kłopoty finansowe spowodowały postawienie firmy w stan upadłości i w efekcie sprzedaż jej majątku. 16 kwietnia 2009 r. spółkę od syndyka masy upadłościowej szwedzkiej firmy Nordisk Holding kupił polski biznesmen Roman Karkosik (9. miejsce na liście najbogatszych Polaków według rankingu Wprost z 2009 roku.) Nie ujawniono wtedy kwoty transakcji.
W roku 2009 operator Polkomtel zakupił za kwotę 11,8 mln zł. firmę Nordisk Polska Sp. z o.o. i rozpoczął budowę i unowocześnianie radiowej sieci łączności dyspozytorskiej.